# Anika Elvia Rodríguez
Anika Elvia Rodríguez (Torrance, 4 de enero de 1997) es una futbolista mexicoamericana que juega como delantera y en el 2020 firmó con el PSV Eindhoven Femenino  y en el 2021 debutó con la Selección femenina de fútbol de México. Junto a Cecilia Santiago, es la primera mexicana en ganar un campeonato en el fútbol holandés, al sumar la Copa de los Países Bajos Femenina en junio del 2021.

## Trayectoria

### Carrera en Estados Unidos
Rodríguez jugó en las Selecciones Nacionales Juveniles de Estados Unidos de la Sub-14 a la Sub-17, recibió una beca para estudiar y realizarse como futbolista en la Universidad de California en Los Ángeles. En el 2015, recibió una beca para estudiar Ciencias Políticas en la Universidad de California en Los Ángeles, donde jugó para Southern California Blues Soccer Club. En el 2020, firmó con Portlan Thorns FC de la National Women's Soccer League con el cual jugó la Challenge Cup.

### Carrera Internacional
En junio de 2020, firmó contrato por un año con el PSV Eindhoven Femenino. Un año después ganó con este equipo la Copa de los Países Bajos Femenina y se convirtió en la primera mexicana en ganar un campeonato en el fútbol holandés junto a la portera Cecilia Santiago. En abril del 2021, el club amplió su contrato hasta mediados del 2022.

### Selección Mexicana Femenil
En septiembre del 2021, Mónica Vergara la convocó a la Selección femenina de fútbol de México para un partido de preparación ante el combinado de Colombia. Debutó con esta selección el 23 de octubre de 2021 en un partido amistoso antela Selección femenina de fútbol de Argentina.
Mónica Vergara la convocó para el Clasificatorio al Campeonato Femenino de la Concacaf rumbo al Mundial Femenil del 2023 y Juegos Olímpicos de 2024 en los partidos ante Surinam y Antigua y Barbuda en la fecha FIFA de febrero del 2022.